# Samsung Galaxy A73 5G
Samsung Galaxy A73 5G — смартфон среднего класса на базе Android, разработанный и производимый Samsung Electronics как часть серии Galaxy A. Телефон был анонсирован 17 марта 2022 года на мероприятии Samsung Galaxy Unpacked вместе с Galaxy A33 5G и Galaxy A53 5G. Это последний смартфон, выпущенный в серии Galaxy A70, поскольку последующие A74 и A75 не были выпущены компанией Samsung.

## Дизайн
Экран выполнен из стекла Corning Gorilla Glass 5. Задняя панель и боковые стороны выполнены из матового пластика.
Смартфон по дизайну похож на своего предшественника, но, как и в Samsung Galaxy A33 5G и Samsung Galaxy A53 5G, задняя панель теперь полностью плоская, а переход между задней панелью и блоком камеры более плавный. Galaxy A73 5G, в отличие от Samsung Galaxy A72, не имеет 3,5-мм аудиоразъема. Смартфон также имеет защиту от влаги и пыли по стандарту IP67.
Ниже находятся разъем USB-C, динамик и микрофон. В зависимости от версии есть слот для 1 SIM-карты и карты памяти microSD до 1 ТБ или гибридный слот для 2 SIM-карт или 1 SIM-карты и карты памяти microSD до 1 ТБ и второго микрофона. На правом торце расположены кнопки громкости и кнопка блокировки смартфона.
Samsung Galaxy A73 5G продается в 3 цветах: зеленом (Awesome Mint), сером (Awesome Grey) и белом (Awesome White).

### Название цвета
|  | Awesome Gray  |
|  | Awesome White |
|  | Awesome Mint  |

## Технические характеристики

### Аппаратное обеспечение
Galaxy A73 5G — это смартфон с форм-фактором планшета, размером 159,6 × 74,8 × 8,1 мм и весом 189 граммов.
Устройство оснащено поддержкой GSM, HSPA, LTE и 5G, двухдиапазонным Wi-Fi 802.A/b/g/n/ac/ax с поддержкой Bluetooth 5 Wi-Fi Direct и поддержкой точки доступа.0 с A2DP и LE, GPS с BeiDou, Galileo, ГЛОНАСС и QZSS и NFC. Он имеет порт USB-C 2.0 и не имеет аудиоразъема 3,5 мм. Он устойчив к воде и порошку с сертификацией IP67.
Он имеет сенсорный экран диагональю 6,7 дюйма, Super AMOLED+ Infinity-O, закругленные углы и разрешение FHD+ 1080 × 2400 пикселей. Экран поддерживает частоту обновления 120 Гц. Для защиты экрана используется стекло Gorilla Glass 5.
Несъемный литий-полимерный аккумулятор емкостью 5000 мАч поддерживает сверхбыструю зарядку мощностью 25 Вт.
Чипсет представляет собой Qualcomm Snapdragon 778G с восьмиугольным процессором (4 ядра по 2,4 ГГц + 4 ядра по 1,8 ГГц). Внутренняя память UFS типа 2. 1 составляет 128/256 ГБ с возможностью расширения с помощью microSD до 1 ТБ, а объем оперативной памяти составляет 6 или 8 ГБ (в зависимости от выбранной версии).
Задняя камера имеет основной датчик на 108 МП с отверстием f / 1. D-SLR-Focus оснащен режимами PDAF, OIS, HDR и режимом светодиодной вспышки, способным записывать до 4K до 30 фотограмм в секунду, в то время как передняя камера представляет собой одинарную 32-мегапиксельную камеру с возможностью записи до 8 мм.

## Программное обеспечение
Операционная система — Android 12 с One UI 4.1. Обновление до Android 14 с One UI 6.0.